# Мартин Атанасов
Мартин Чавдаров Атанасов е български футболист, полузащитник, състезател от лятото на 2022 г. на ПОФК Ботев (Враца). Младежки национал на България.

## Кратка спортна биография
Роден е на 19 януари 2002 година в София. Учи във 2-ро СОУ „Акад. Емилиян Станев“ в столицата.
Започва да тренира в ДЮШ на Славия още в невръстна възраст, като преминава през всички гарнитури на отбора. През 2019 година подписва първи професионален договор с родния клуб. Дебютира в игра за първия тим на Славия при победата с 2:1 над ПФК Етър (Велико Търново) на 9 август 2019 година, като влиза резерва в 89-ата минута, заменяйки Андреа Христов.

## Национален отбор на България
Мартин Атанасов е твърд титуляр в селекцията на Националния отбор по футбол на България U17. През 2020 година е повикан в селекцията на Националния отбор по футбол на България U19, като дебютира в приятелската среща срещу Молдова на 1 февруари 2020 година.

## Личен живот
Мартин е роден и израства в семейството на бившия футболист на ПОФК Ботев (Враца) и ПФК Левски (София) Чавдар Атанасов и неговата съпруга Десислава. Има брат Божидар, който също е футболист, играл за Витоша (Бистрица), Миньор (Перник) и ФК Сливнишки герой (Сливница).